# Katharina Luther (Film)
Katharina Luther ist ein deutscher Fernsehfilm der Regisseurin Julia von Heinz, der am 22. Februar 2017 im Ersten ausgestrahlt wurde.

## Handlung
Katharina von Bora wird als Kind von ihrem Vater zur Erziehung in das Augustiner-Chorfrauenstift Brehna gebracht. Später wechselt sie in das Zisterzienserinnenkloster Marienthron in Nimbschen bei Grimma, wo sie Ave von Schönfeld begegnet. Als Nonne liest sie mit Anfang 20 die Schriften von Martin Luther. Tief beeindruckt bricht sie nach einem brieflichen Kontakt mit ihm mit einigen ihrer Mitschwestern aus der Enge des klösterlichen Lebens aus.
Zusammen mit ihrer Freundin Ave kommt sie in Wittenberg bei der Familie Cranach unter. Vergeblich bietet sich Katharina dem Apotheker als Gehilfin an. Sie muss feststellen, dass ihr unter den gegebenen gesellschaftlichen Umständen auf Dauer nur die Heirat oder die Prostitution bleiben, um ihren Lebensunterhalt zu sichern.
Während Ave schließlich einer Heirat zustimmt, lehnt Katharina dies zunächst vehement ab. In ihrer Haltung wird sie zunehmend von Martin Luther in Schutz genommen. Er durchlebt in der Nacht der Hochzeitsfeier eine Vision, irrt verletzt nach Hause und bricht dort zusammen. Katharina findet ihn und fühlt sich in ihren Idealen mit ihm verbunden. Gegen den Widerstand von Philipp Melanchthon fasst Katharina eine Heirat mit Luther ins Auge. Schließlich gehen die beiden eine Ehe ein. Im zum Teil noch katholisch geprägten Wittenberg wird Katharina aufgrund ihrer Verbindung zu Luther geächtet. Schließlich werden auch Hetzblätter gegen die „Lutherin“ verteilt. Daraufhin lässt Luther ein Bildnis von sich und Katharina verbreiten.
In Luthers Abwesenheit sucht sie ihren Vater und ihren Bruder auf, die sie wegen des Bildnisses umso mehr verstoßen. Katharina lässt den gemeinsam bewohnten Hof erneuern, wodurch sie den Respekt der männerdominierten Gesellschaft erwirbt. Sie nimmt zudem Studenten auf, um den Lebensunterhalt zu finanzieren, und baut selbst Gemüse und Kräuter an.
15 Jahre später haben Katharina und Martin sechs Kinder. Katharina besteht darauf, dass auch der älteste Sohn Johannes bei der Familie lebt. Martin hingegen verlangt, dass Johannes seine Ausbildung fern der Familie vollendet. Sie schwört, keines ihrer Kinder jemals gegen deren Wunsch wegzugeben, und holt ihn nach Wittenberg zurück. Nach dem Tod ihres Vaters kauft sie das Anwesen ihrer Familie, worüber sie mit Luther in Streit gerät. Der Tod der ältesten Tochter Magdalena stellt die Beziehung auf die Probe. Schließlich erkennt Luther in seiner Frau und seinen Kindern seinen größten Reichtum.

## Hintergrund

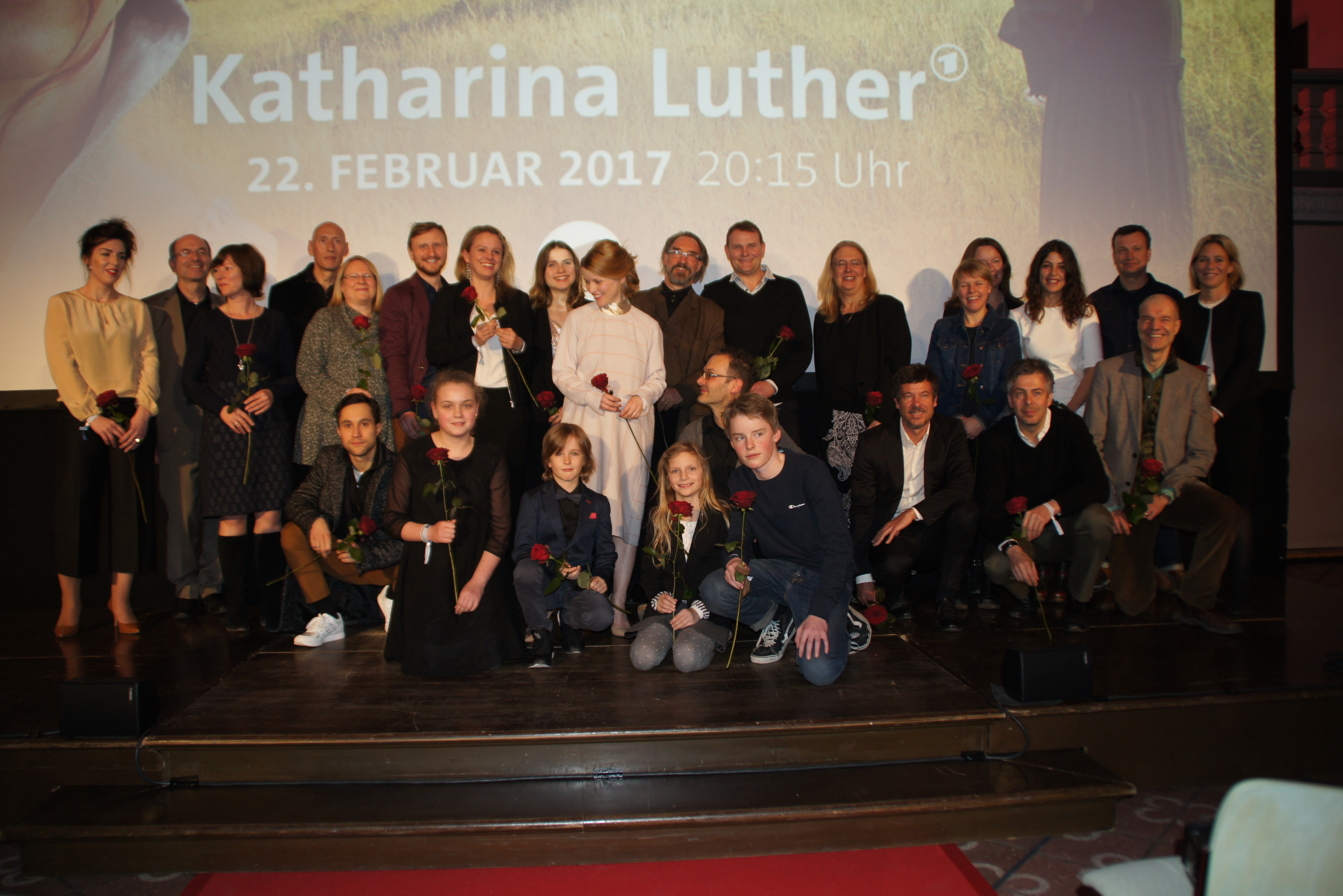
Premiere von Katharina Luther, Februar 2017, Berlin

Die Dreharbeiten fanden vom 19. Mai 2016 bis zum 19. Juli 2016 statt. Drehorte waren unter anderen das bayrische Schloss Thurnau mit seinem Zwinger und Schloss Allstedt mit seiner Vorburg und Kernburg in Mansfeld-Südharz (Mitteldeutschland). Die Vorabpremiere fand am 1. Februar 2017 in der Berliner Friedrichstadtkirche statt.

## Rezeption

### Kritiken
„Die Regie zwingt Striesow und Schuch eine jugendlich kraftvolle Unsicherheit ab. Ob sie das Eine tun (sie tun es, wunderbar schüchtern), ob Katharina den Saustall um den Gelehrtenschrat Luther (Striesow spielt ihn manchmal hinreißend bubenhaft) ausmistet, ob sich das Paar am Sarg ihrer geliebten Tochter aufbaut und den Zorn auf Gott, leidend (Katharina), zornig (Martin), verarbeiten muss – in jeder Szene ist Ernsthaftigkeit zu spüren. Dieser Film macht uns zu Zeugen des bewundernswerten historischen Abenteuers, die Voraussetzungen zu schaffen, dass die Ehe zu einem inneren Projekt wird, zum Seelenort zweier Menschen, die mehr zusammenhält als Kinderkacke und Zukunftsangst.“

„Im ARD-Film ist Devid Striesow, eine allein schon physiognomische Idealbesetzung des Reformators, eine wichtige Stütze der Geschichte. Ihre tragende Säule aber ist Karoline Schuch, die der Heldin erst Gesicht und Gestalt gibt. Wir sehen die Welt des 16. Jahrhunderts mit ihren, den Augen einer Frau – und die ruhen bisweilen, aber eben nicht immer auf ihrem Mann. Sie steht tatsächlich im Mittelpunkt.“

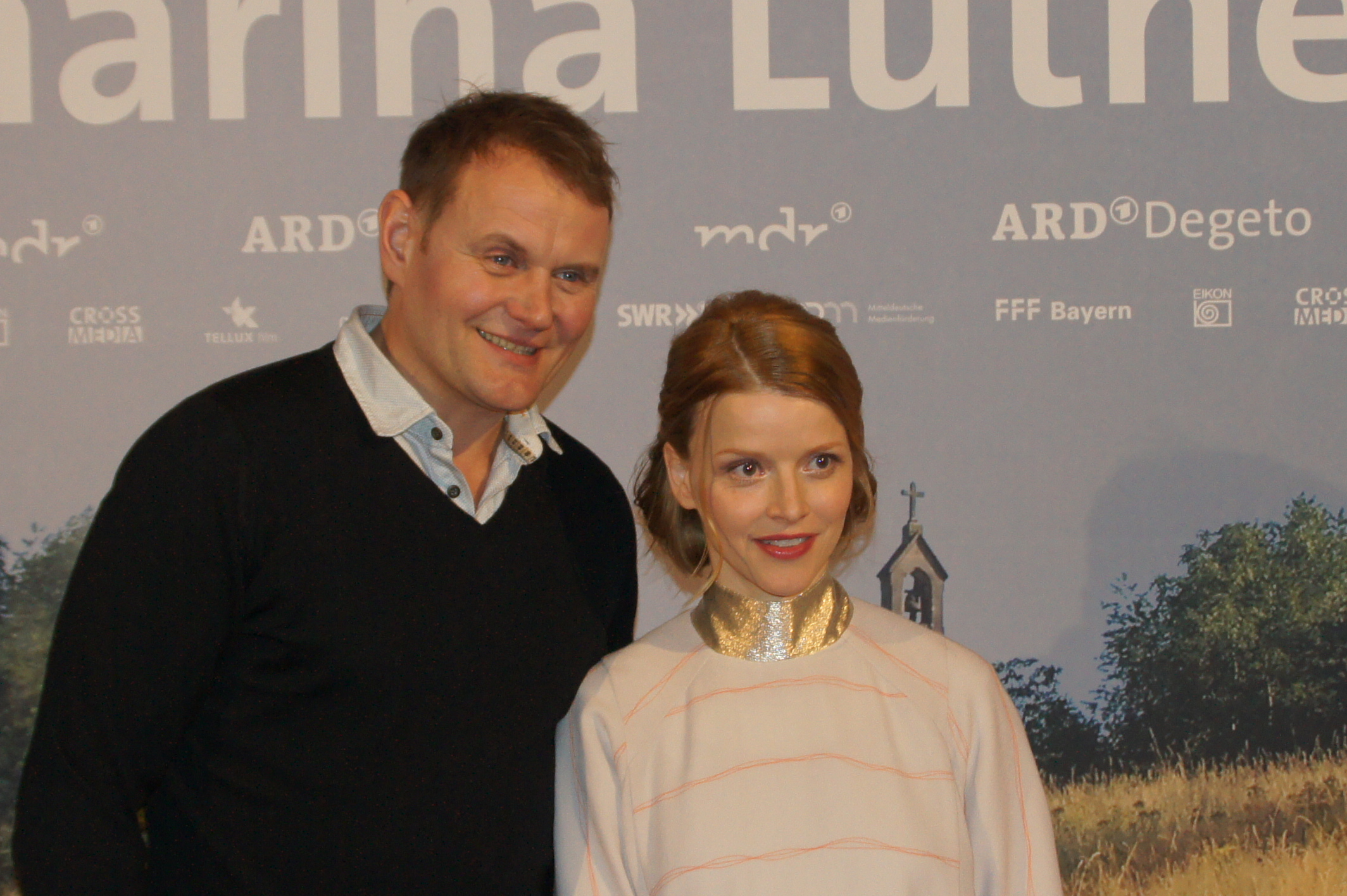
Devid Striesow und Karoline Schuch bei der Premiere, Februar 2017, Berlin

„Man spürt, wo die Macherinnen hinwollten. Man wünscht ihnen zwischendrin auch, dass sie ihr Ziel erreichen. Aber dann schaut man auf die Bilder und sieht sie scheitern.“

### Einschaltquoten
Die Erstausstrahlung von Katharina Luther am 22. Februar 2017 wurde in Deutschland von 7,28 Millionen Zuschauern gesehen und erreichte einen Gesamtmarktanteil von 22,5 % für Das Erste.